# Эвальд, Эдуард Фёдорович
Эдуард Фёдорович Эвальд (1833 — 24 марта 1892) — русский педагог, действительный статский советник.

## Биография

### Семья и образование
Происходил из саксонского рода Эвальдов; его родители Фридрих (1785—1840) и Луиза Эвальд, выехали в Россию в начале 1820-х гг. В семье было пятеро сыновей: ещё старшие братья Фёдор (1813—1879), Константин (1816—?), Владимир (1823—1891) и Пётр (1826—1894).
Среднее образование получил в 3-й Петербургской гимназии, по окончании которой поступил в Главный Педагогический институт, который окончил в 1853 году.

### Деятельность
В июле 1853 года был назначен старшим учителем русского языка в Полоцком дворянском училище.
В сентябре 1856 года, его перевели на должность учителя бухгалтерии и форм делопроизводства в Петербургское Введенское уездное училище.
В Петербурге Э. Эвальд вскоре приобрёл известность хорошего преподавателя и стал преподавать во многих учебных заведениях столицы. Так, с октября 1856 года преподавал русский язык и словесность в аудиторском училище военного ведомства (позже Александровская военно-юридическая академия), с февраля 1857 по июль 1862 года — в 5-й классической гимназии, с декабря 1858 по апрель 1859 года — в Елизаветинском училище.
Затем преподавал в Николаевском училище гвардейских подпрапорщиков и кавалерийских юнкеров, в Павловском институте, в Пажеском Его́ Импера́торского Вели́чества корпусе, в Императорской Академии художеств, в военно-юридической академии и других учебных заведениях.
Кроме того, с 1860 по 1868 год он преподавал русский язык императору Александру III, великим князьям Алексею, Сергею и Владимиру Александровичам, а также великой княжне Марии Александровне, за что в 1861, 1863, 1866, 1867 и 1868 гг. был пожалован ценными подарками из кабинета Его́ Импера́торского Вели́чества.
Помимо всех вышеуказанных занятий, Э. Эвальд с 1862 года состоял ещё чиновником особых поручений при Главном Управлении военно-учебных заведений, а с октября того же года — членом особого комитета по преобразованию военно-учебных заведений.
В 1870 году он был назначен инспектором Мариинской женской гимназии, а со следующего года состоял при IV отделении собственной Его́ Импера́торского Вели́чества канцелярии в распоряжении начальника Петербургских женских гимназий.
В 1877 году занял должность делопроизводителя канцелярии Военного министерства, а в 1878 году был назначен членом главного тюремного комитета.
В начале 1880-х годов Э. Эвальд вышел в отставку и стал учителем-воспитателя детей П. Г. фон Дервиза, в семье которого постоянно жил за границей.
За свою многолетнюю педагогическую деятельность, кроме подарков из кабинета императора, был ещё пожалован тремя пенсиями и орденом святого Владимира 3-й степени, а также чином действительного статского советника.
В учебной литературе Э. Эвальд известен своими статьями по русской литературе.

### Смерть
Умер 24 марта 1892 года в возрасте 59 лет.

## Источник
- Эвальд, Эдуард Федорович // Русский биографический словарь : в 25 томах. — СПб.—М., 1896—1918.